# Girolamo Mattioli
Girolamo Mattioli (c. 1577) foi um pintor e gravador italiano do final do período barroco, ativo em Bolonha. Foi um aluno de Lorenzo Sabbatini que também se tornou um seguidor do Annibale Carracci. Suas obras foram distribuídas entre diferentes patronos, particularmente na nobre família de Zani.